# Funar
Funar é um suco situado ao noroeste do posto administrativo de Laclubar, no município de Manatuto, em Timor-Leste. Tem uma área de 91,55 quilómetros quadrados e de acordo com o censo de 2015, tinha uma população de 1 166 habitantes.

## Aldeias
- Bamatac
- Fahi Lihun
- Lawado
- Maucucurian[1]